# Anton Sanko
Anton Sanko (* 4. Juli 1960 in New York City) ist ein US-amerikanischer Filmkomponist, Musikarrangeur und Musikproduzent.

## Leben
Sanko wurde in New York geboren und wuchs dort auf. Nach der Schulzeit studierte er Musiktheorie und Komposition an der New York University. Außerdem nahm der Gitarrenunterricht bei Ralph Towner. Seinen Lebensunterhalt verdiente er in dieser Zeit durch Auftritte in Nachtklubs in Manhattan.
Nach dem Studium arbeitete er für einen längeren Zeitraum als Gitarrist, Keyboarder, Arrangeur und Produzent mit Suzanne Vega zusammen. Aus dieser Zusammenarbeit entstanden neben mehreren erfolgreiche Songs Vegas Alben Solitude Standing (1987) und Days of Open Hand (1990). Solitude Standing erhielt sieben Grammy-Nominierungen und Days of Open Hand wurde mit einem Grammy Award for Best Recording Package ausgezeichnet.
Mit diesem Studioalbum, für das Philip Glass die Streicherarrangements geschrieben hat, endete ihre langjährige Zusammenarbeit.
Zur Filmmusik kam er durch den Regisseur Jonathan Demme, den er bei seiner Arbeit mit Vega kennengelernt hat. Demme engagierte ihn für seinen Dokumentarfilm Cousin Bobby als Komponist. Auch für Demmes Dokumentarfilm One Foot on a Banana Peel, the Other Foot in the Grave schrieb Sanko die Musik.
In seiner über 25 Jahre währenden Karriere als Filmkomponist hat er für rund 70 Kino- und Fernsehfilme, bzw. Episoden von TV-Serien die Musik geschrieben. Zu seinen letzten Filmprojekten zählen u. a. The Seagull – Eine unerhörte Liebe (2018, Regie: Michael Mayer), Mein Leben mit Amanda (2018, Regie: Mikhaël Hers) und Fractured (2019, Regie: Brad Anderson).

## Filmografie
- 1998: Dee Snider’s Strangeland (Strangeland)
- 2004: Saving Face
- 2005: Das Traum-Date (One Last Thing…)
- 2006: Blitzlichtgewitter (Delirious)
- 2006: The Last Winter
- 2010: Rabbit Hole
- 2012: Possession – Das Dunkle in dir (The Possession)
- 2014: Ouija – Spiel nicht mit dem Teufel (Ouija)
- 2014: Jessabelle – Die Vorhersehung (Jessabelle)
- 2015: Visions
- 2017: Jackals
- 2018: The Seagull – Eine unerhörte Liebe (The Seagull)
- 2018: Mein Leben mit Amanda (Amanda)
- 2019: Mysterious Mermaids (Siren, Fernsehserie, 16 Episoden)
- 2019: Fractured
- 2020: Nur die halbe Geschichte (The Half of It)
- 2020: The Boy Behind the Door
- 2021: Single All the Way
- 2022: Passagiere der Nacht (Les passagers de la nuit)
- 2024: The Silent Hour

## Preise und Auszeichnungen
- 2013: Prime Time Emmy Award für Ring of Fire – Nominierung
- 2016: 37th Annual News & Documentary Emmy Awards for Outstanding Music and Sound, für den Dokumentarfilm E.O. Wilson – Of Ants and Men – Nominierung
- 2019: César – Beste Filmmusik für Mein Leben mit Amanda – Nominierung
- 2023: César – Beste Filmmusik für Passagiere der Nacht – Nominierung[4]